# Custom Maid 3D
| 2011 | カスタムメイド3D                        |
| 2011 | カスタムメイド3D ビジュアルパック       |
| 2011 | カスタムメイド3D スキルパック           |
| 2011 | カスタムメイド3D 2011 夏 プラグインDISC |
| 2011 | カスタムメイド3D 性格パック             |
| 2012 | カスタムメイド3D 2011 冬 プラグインDISC |
| 2012 | カスタムメイド3D スキルパック2          |
| 2012 | カスタムメイド3D 2012 春 プラグインDISC |
| 2012 | カスタムメイド3D ボイスパック           |
| 2012 | カスタムメイド3D 2012 夏 プラグインDISC |
| 2013 | カスタムメイド3D with Ju-C AIR          |
| 2013 | カスタムメイド3D ビジュアルパック2013   |
| 2013 | カスタムメイド3D スキルパック 2013      |
| 2013 | カスタムメイド3D ボイスパック 2013      |
| 2013 | カスタムメイド3D スキルパック2 2013     |
| 2013 | カスタムメイド3D 性格パック2013         |
| 2013 | カスタムメイド3D シーズンパック 2013    |
| 2013 | カスタムメイド3D スキルパック3          |
| 2014 | カスタムメイド3D スキルパック4          |
| 2014 | カスタムメイド3D スキルパック5          |
| 2015 | カスタムメイド3D with Chu-B Lip         |
| 2016 | カスタムメイド3D コンプリートパック     |

Custom Maid 3D（カスタムメイド3D）是KISS在2011年1月28日發售的養成模擬類型成人遊戲。本作也是Custom系列作品首度的3D化作品，之後又陸續發售數款資料片。2015年7月24日發售《Custom Maid 3D 2》（カスタムメイド3D2）

## 故事
主人公與其青梅竹馬關係漸漸的淡薄，甚至連談話也搭不上，兩人的交情逐漸的稀薄。在某一天，主人公的祖父邀請主人公進入極少踏進的祖父居所，面對神秘的祖父與現實中極少見到的女僕，主人公心驚膽戰的詢問祖父邀請他的理由。祖父表示希望主人公繼承他正在經營的沙龍「帝國俱樂部」，前提是通過他的考驗。這考驗就是：熟悉沙龍的運作，與完成女僕的調教。接不接受考驗由主人公自己決定，而且屬於主人公的專屬女僕已經確定了。若不完成這個考驗，這個專屬女僕將會在一周後被派與其他客人性服務。然而這個女僕的身分讓主人公大為錯愕，居然是他那漸行漸遠的青梅竹馬...

## 遊戲系統

### 角色設計
玩家可以依自己喜好，在系統允許的範圍內決定女僕的樣貌，舉含身高、三圍、肩寬、足長、膚色、衣著、飾物等，除了體重是由系統本身經演算後獲得，並且為其命名。資料片ビジュアルパック新增了對於頭型的修改能力與一種眼型選擇。

#### 性格
原始的遊戲系統將個性分為四個類型，分別占在性格四角型的四端，性格會依據主人公對於女僕的行為過程發生改變，初始時玩家可以決定女僕的性格。而資料片「カスタムメイド3D 性格パック」中則新增兩種性格健気和ドS。
- 甘えん坊

如妹妹般的愛撒嬌，偶爾會鬧鬧彆扭，但對她示好又會開心起來。單純可愛，對於所愛的人會全心全意的付出。
- 純真

大家閨秀，說話溫柔且舉止有禮。不知世事，不懂得懷疑他人，即使是小小的幸福也會覺得受用一生。
- クーデレ

冰山美人，外冷內熱很少表達自身的情感，但是其實比別人還更愛她所愛的人，會為對方盡心盡力。無論是談話或是思考都很有條理，總是能保持冷靜，甚至能分析自己的感情。
- ツンデレ

典型的傲嬌，對誰都很強勢，然而內心很脆弱。會因為害羞而面紅耳赤的否認你對她的好意，然後又因為不能率直的表達感謝而討厭自己。
- 健気

- ドS

#### 能力
玩家可以依造自己喜好決定女僕的經歷，由系統亂數決定各項能力數值。

#### 稱號
玩家在遊戲中因為女樸能力數值提升而得到稱號，不同的稱號對應不同的素質。

### 日常模式

#### 對話
玩家可以根據對話的選澤項目來影響女僕的性格。

#### 歌舞
讓玩家的女僕在沙龍大廳載歌載舞，歌舞的執行僅為玩家欣賞使用，不影響女僕的素質。最新版本與資料片可使用5首歌曲。

#### 女僕鑑定
玩家可以在遊戲中送女僕進行評鑑，評鑑的等級是看女僕的能力值和技能數，每次提高等級則會獲得相對應的獎勵，由等級最低的11級到最高的特級共分為12等。

### 奉侍模式

#### 場景
玩家可以將女僕帶到各個場景中進行奉侍，不同的場景可以進行的奉侍行為有所不同。原始版本可以使用5個場景，資料片スキルパック新增了兩種。最新版本與資料片可使用12個場景。

#### 奉侍
奉侍內容依場景而異，玩家可以自由選擇在該場景中可以選擇執行四種奉侍技能，並且並視狀況進行不同動作。奉侍技能本身也有等級的差異，等級提高可學到更多的新奉侍技能。每次奉侍會影響女僕的能力數值。

## 資料片
- カスタムメイド3D ビジュアルパック 發售日：2011年4月28日
- カスタムメイド3D スキルパック 發售日：2011年6月24日
- カスタムメイド3D 2011 夏 プラグインDISC 發售日：2011年10月28日
- カスタムメイド3D 性格パック 發售日：2011年11月27日
- カスタムメイド3D 2011 冬 プラグインDISC 發售日：2012年1月27日
- カスタムメイド3D スキルパック2 發售日：2012年3月23日
- カスタムメイド3D 2012 春 プラグインDISC 發售日：2012年5月18日
- カスタムメイド3D ボイスパック 發售日：2012年6月29日
- カスタムメイド3D 2012 夏 プラグインDISC 發售日：2012年9月28日
- カスタムメイド3D with Ju-C AIR 發售日：2013年2月22日
- カスタムメイド3D ビジュアルパック2013 發售日：2013年4月26日
- カスタムメイド3D スキルパック 2013 發售日：2013年5月24日
- カスタムメイド3D ボイスパック 2013 發售日：2013年5月24日
- カスタムメイド3D スキルパック2 2013 發售日：2013年6月28日
- カスタムメイド3D 性格パック2013 發售日：2013年6月28日
- カスタムメイド3D シーズンパック 2013 發售日：2013年6月14日
- カスタムメイド3D スキルパック3  發售日：2013年12月10日
- カスタムメイド3D スキルパック4  發售日：2014年3月19日
- カスタムメイド3D スキルパック5 發售日：2014年11月28日
- カスタムメイド3D with Chu-B Lip 發售日：2015年6月26日
- カスタムメイド3D コンプリートパック 發售日：2016年8月26日

## 工作人員
- 劇本：想、浜沢庵、デンベ
- BGM樂曲製作：Cosmic Cube
- 製作人：YAMATO
- 監製：柏瀬稀羅、魅杏Jr.

## 主題歌
OP「entrance to you」
作詞：山下慎一狼 作曲/編曲：ARM 歌：nao
ED「Scarlet leap」
作詞：山下慎一狼 作曲/編曲：Cosmic Cube 歌：nao

## 外部連結
- KISS Official Website（页面存档备份，存于）（日語）
- カスタムメイド3D（页面存档备份，存于）（日語）